# Yuppie Flu at the Zoo
Yuppieflu at the Zoo è il secondo album degli Yuppie Flu, pubblicato dalla Flop Records in co-produzione con la Home Audioworks nel 1999.

## Tracce
1. Sport Yer Feelings – 3:12
2. Private Eye at The Zoo – 1:05
3. The Fairy Tales of Young Robin – 5:50
4. Ambassadors – 7:43
5. Wheel Deal – 6:03
6. Stolen Boat... – 2:36
7. ...Sinking Thief – 9:26
8. Silver Rain – 3:16
9. Retirement Speech – 4:32
10. Gummo – 0:56
11. Wise Hitch-Hiker Handbook – 3:14
12. Back Home – 2:57